# 10659 Sauerland
10659 Sauerland (3266 T-1) là một tiểu hành tinh vành đai chính.